# Jacob Luitjens
Jacob (Jaap) Luitjens (Buitenzorg (Nederlands-Indië), 18 april 1919 – Lemmer, 14 december 2022) was een Nederlandse collaborateur tijdens de Tweede Wereldoorlog, die actief was in de omgeving van Roden in Drenthe. Hij werd in 1948 tot levenslang veroordeeld en vluchtte naar het buitenland, maar was in de ogen van latere historici een bijfiguur, die kort na de oorlog vrij had kunnen komen. Hij leefde tientallen jaren met zijn gezin in Paraguay en Canada en werd universitair docent, maar kwam symbool te staan voor NSB'ers die straffeloos bleven; zijn bijnaam 'de Schrik van Roden' is ver na de oorlog in de media ontstaan. Canada wees hem in 1992 uit, waarna hij in Nederland enkele jaren gevangen heeft gezeten. Als staatloos burger heeft hij nog dertig jaar in Nederland gewoond, mede omdat uitreisverzoeken geweigerd werden door de Nederlandse overheid.

## Opleiding
Luitjens schreef zich in 1939 of 1940 in bij de rechtenfaculteit van de Rijksuniversiteit Groningen, haalde op 22 december 1942 zijn kandidaatsexamen rechten en was actief in de studentenvereniging Vindicat.

## Levensloop

### Familie, oorlog en veroordeling
Luitjens groeide op in een NSB-gezin, waar alle kinderen lid waren van de Jeugdstorm. Hij was een zoon van Steven Broiël Luitjens, een veearts te Roden die zich voor de oorlog al manifesteerde als een fanatieke NSB'er. Deze wierf actief mensen voor de beweging en hield hen voor dat Hitlers gedachtegoed hen uit de armoe zou helpen. Zoon Jacob probeerde in 1941 bij de SS te komen, maar werd wegens een aangeboren misvormde hand afgewezen. Hij werd in dat jaar wel lid van de NSB. In 1944 ging hij bij de Landwacht en deed actief mee aan opsporingsacties en arrestaties. Hij was betrokken bij twee gevallen waarbij iemand om het leven kwam en trad hardhandig op. Direct na de bevrijding gaf hij zich aan bij de politie om represailles van het verzet voor te zijn. In 1946 wist hij te ontsnappen uit kamp Westerbork en zich in Duitsland bij doopsgezinde geloofsgenoten te voegen. Hij kwam met hulp van mennonieten in Paraguay terecht. In Nederland werd hij op 10 september 1948 bij verstek veroordeeld tot levenslange gevangenisstraf wegens het bieden van hulp aan de vijand. Eerder dat jaar was zijn vader, die als Landwachter bruut optrad, veroordeeld tot een gevangenisstraf van zes jaar.

### Paraguay, Canada, Nederland
Luitjens trouwde in Paraguay een Russische vrouw en kreeg drie kinderen. In 1961 emigreerde het gezin vanuit Paraguay naar Canada, waar hij in Vancouver een bestaan opbouwde als botanicus en lector in de plantkunde. Hij werd docent op de Universiteit van Brits-Columbia. In 1980 kwam zijn verblijfplaats aan het licht door speurwerk van particulieren uit het voormalig verzet. In 1982 werd hij definitief opgespoord door Jack Kooistra, 'de Friese Simon Wiesenthal'. Een uitleveringsverzoek aan Canada leidde aanvankelijk echter tot niets, hoewel hij op een internationale opsporingslijst stond. In 1988 startte de Canadese justitie alsnog een zaak tegen hem. Het land bleek al decennialang een vrijplaats voor oorlogsmisdadigers, hetgeen tot nationaal en internationaal publiek protest leidde. Luitjens verloor in 1991 zijn Canadese nationaliteit en moest in 1992 het land uit omdat hij bij zijn immigratie en naturalisatie zijn oorlogsverleden verzwegen had. Hij werd overgebracht naar Nederland en werd door de rechtbank in Assen veroordeeld tot een gevangenisstraf van 28 maanden. Voor de rechter betuigde hij spijt over zijn nazi-ideologie in de oorlog: Ik heb spijt dat ik destijds een ideologie had waarvan ik niet wist dat die tot de moord op zoveel mensen zou leiden.
Hij zat tot maart 1995 in het huis van bewaring van Groningen en kreeg toen gratie. Vanuit Canada gezien was er daarna geen beletsel voor terugkeer met Nederlandse reisdocumenten, maar onder onduidelijke omstandigheden vroeg en kreeg hij die niet. Staatssecretaris Elizabeth Schmitz verstrekte hem in 1997 een verblijfsvergunning, maar hij bleef tot aan zijn dood staatloos.

### Laatste jaren
Luitjens verdween uit de publiciteit en er werd betwijfeld of hij nog in leven was, maar hij bleek, inmiddels 102 jaar oud, in het Friese Lemmer te wonen. Zijn vrouw, met wie hij zeventig jaar getrouwd was, heeft daar tot 2004 ook gewoond, maar zij kende de taal en cultuur niet en is om gezondheidsredenen teruggegaan naar Canada. In 2021 was zij volgens Luitjens zwaar dement. Trouw-journalist Maarten van Gestel wijdde in 2021 en 2022 een podcast van zeven afleveringen aan Luitjens. In februari 2022 verscheen een uitgebreid interview met hem in het Dagblad van het Noorden. In april 2022 keek hij samen met Trouw terug op de podcast en de reacties die hij daarop ontving. Luitjens overleed 14 december 2022 op 103-jarige leeftijd, in het bijzijn van zijn drie kinderen, die uit Canada en Noorwegen waren overgekomen. De vrouw van Luitjens was kort daarvoor, op 21 november 2022, op 95-jarige leeftijd in Canada overleden. 

## Symboolfiguur
Historici concluderen in de 21e eeuw dat Luitjens 'slechte dingen had gedaan, maar dat zijn rol wel érg breed was uitgemeten' en dat de veroordeling tot levenslang in 1948 bijzonder zwaar was, ook voor die tijd.
Enkele jaren na de oorlog ontstond in Nederland behoefte aan samenwerking en wederopbouw en was maatschappelijk debat over de oorlog niet opportuun. In dit klimaat waren veel NSB'ers in 1950 al vrijgelaten. David Barnouw van het NIOD speculeert dat Luitjens voor zijn dertigste vrij had kunnen zijn als hij niet gevlucht was. In de jaren 1970 was de publieke opinie omgeslagen en vond men het ontoelaatbaar dat oud-nazi’s niet uitgeleverd en gestraft werden. Luitjens stond in de top tien van een opsporingslijst van justitie. Kees Schulten stelt dat Luitjens in Nederland symbool is geworden voor alles wat fout was in de oorlog, terwijl hij in wezen ‘een kleine vis’ was die nota bene zijn straf had uitgezeten. Schulten houdt de overheid mede verantwoordelijk voor de beeldvorming, door Luitjens' uitreisverzoek in de ministerraad te brengen en niet over te laten aan de Immigratie- en Naturalisatiedienst.

### Bijnaam
Zijn optreden als landwachter in de oorlog bezorgde Luitjens pas tientallen jaren na de oorlog de bijnaam 'de Schrik van Roden'. In de krantenbank van Delpher is deze woordcombinatie vanaf 1987 te vinden.